# Ormosia apiculata
Ormosia apiculata är en ärtväxtart som beskrevs av L.Chen. Ormosia apiculata ingår i släktet Ormosia och familjen ärtväxter. Inga underarter finns listade i Catalogue of Life.